# Gunungiella navami
Gunungiella navami är en nattsländeart som beskrevs av Schmid 1968. Gunungiella navami ingår i släktet Gunungiella och familjen stengömmenattsländor. Inga underarter finns listade i Catalogue of Life.